# Magdalene Sibylle a Prusiei
Magdalene Sibylle a Prusiei (31 decembrie 1586 – 12 februarie 1659) a fost soția Electorului Johann Georg I de Saxonia.

## Biografie
S-a născut la Königsberg și a fost fiica lui Albert Frederic, Duce de Prusia și a Marie Eleonore de Cleves. Magdalene Sibylle a fost o strănepoată a împăratului Ferdinand I. 
S-a căsătorit la 19 iulie 1607, la Torgau, cu Johann Georg I, Elector de Saxonia. A fost a doua soție a Electorului, prima lui soție a murit la nașterea singurului lor copil.
Magdalene Sibylle a fost prietenă cu regina Maria Eleonora de Brandenburg, nepoata ei, și a fost interesată de pictură, poezie și grădinărit. A folosit prizonieri de război suedezi pe care i-a pus să lucreze la Dresdner Festungsbau ("fortăreața Dresda"). A devenit văduvă în 1656 și s-a retras la Dresdner Frau Kurfürstin-Haus. A murit trei ani mai târziu la Dresda, la vârsta de 72 de ani.

### Descendenți
Magdalene Sibylle și Johann Georg I au avut următorii copii:
1. Sophie Eleonore (n. 23 noiembrie 1609, Dresda – d. 2 iunie 1671, Darmstadt), s-a căsătorit la 1 aprilie 1627 cu Georg al II-lea, Landgraf de Hesse-Darmstadt.
2. Marie Elisabeth (n. 22 noiembrie 1610, Dresda – d. 24 octombrie 1684, Husum), s-a căsătorit la 21 februarie 1630 cu Frederic al III-lea, Duce de Holstein-Gottorp.
3. Christian Albert (n. 4 martie 1612, Dresda – d. 9 august 1612, Dresda).
4. Johan Georg al II-lea (n. 31 mai 1613, Dresda – d. 22 august 1680, Freiberg), succesor al tatălui său ca Elector de Saxonia.
5. Augustus (n. 13 august 1614, Dresda – d. 4 august 1680, Halle), a moștenit Weissenfels ca Duce.
6. Christian I (n. 27 octombrie 1615, Dresd – d. 18 octombrie 1691, Merseburg), a moștenit Merseburg ca Duce.
7. Magdalene Sibylle (n. 23 decembrie 1617 – d. 6 ianuarie 1668, Schloss Altenburg), s-a căsătorit la 5 octombrie 1634 cu Prințul Moștenitor Christian, fiul cel mare al regelui Christian al IV-lea al Danemarcei; a doua oară la 11 octombrie 1652 cu Frederic Wilhelm al II-lea, Duce de Saxa-Altenburg.
8. Maurice (n. 28 martie 1619 – d. 4 decembrie 1681, Moritzburg), a moștenit Zeitz ca Duce.
9. Henric (n. 27 iunie 1622, Dresda – d. 15 august 1622, Dresda).

Ea a fost de trei ori strămoașa Augustei de Saxa-Gotha, mama regelui George al III-lea al Marii Britanii. 

## Legături externe
1. 1 2  The Peerage
2. ↑  „Magdalene Sibylle a Prusiei”, Gemeinsame Normdatei, accesat în 30 martie 2015
3. ↑  IdRef, accesat în 11 mai 2020